# Летње параолимпијске игре 2004.
Летње параолимпијске игре 2004. ( грч. Θερινοί Παραολυμπιακοί Αγώνες 2004  ), 12. Летње параолимпијске игре, биле су велики међународни мултиспортски догађај за спортисте са инвалидитетом којим управља Међународни параолимпијски комитет, одржане у Атини, Грчка од 17. до 28. септембра 2004. године. Учествовало је 3.808 спортиста (2.643 мушкараца и 1.165 жена) из 136 земаља. Током ових игара оборена су 304 светска рекорда са 448 рекорда параолимпијских игара у 19 различитих спортова.  У оквиру Организационог одбора радило је 8.863 волонтера.  
Четири нова догађаја представљена су на Параолимпијским играма у Атини; Мали фудбал за слепе, тенис у инвалидским колицима и женска такмичења у џудоу и седећој одбојци. После скандала на Летњим параолимпијским играма 2000. године, у којем је шпанском кошаркашком тиму са интелектуалним инвалидитетом одузета златна медаља након што је установљено да више играча није испунило услове за квалификовање, такмичења у класи ИД су суспендована.  
Био је то и последњи пут да је коришћен стари параолимпијски симбол . Нови параолимпијски симбол уведен је 2006 .

## Избор домаћина
Атина је изабрана за град домаћина током 106. заседања МОК-а одржаног у Лозани у Швајцарској 5. септембра 1997. године. Грчка престоница је скоро седам година пре тога, током 96. заседања МОК-а у Токију, у Јапану, изгубила своју понуду да организује Летње олимпијске игре 1996. септембра 1990. године. Под руководством Ђане Ангелопулос-Даскалаки, Атина је дала још једну понуду, овог пута за право да буде домаћин Летњих олимпијских игара 2004. Успех Атине у обезбеђивању Игара 2004. био је у великој мери заснован на привлачности ове понуде људским вредностима, историји Игара од античког до модерног периода и нагласку да је Атина стављена на кључну улогу коју би Грчка и Атина могле да играју у промовисању модерни олимпизам и олимпијски покрет.  За разлику од конкурсне комисије из 1996. која је виђена арогантном када је град лицитирао, понуда из 2004. је хваљена због ниског обима, понизности, поштења и озбиљности, усредсређене поруке и реалнијег концепта понуде са детаљима.  За разлику од, девет година раније, када су забринутости и критике биле изнесене током неуспешне понуде 1996. године – пре свега када се у критичним темама говорило о инфраструктурној спремности града, његовом загађењу ваздуха, његовом буџету и политизацији догађаја Игара и њиховим припремама.  Уз успешну организацију других догађаја као што су Медитеранске игре 1991., Светско првенство у одбојци 1994. ФИВБ за мушкарце, Светско првенство у мачевању 1994. и успешно Светско првенство у атлетици 1997., месец дана пре избора за град домаћин Олимпијских игара било је кључно за ублажавање страха и забринутост. међу спортском заједницом и неким члановима МОК-а о способности Грчке да буде домаћин међународних спортских догађаја.  Још један фактор који је допринео избору грчке престонице био је растући осећај међу неким члановима МОК-а да врате неке оригиналне вредности Олимпијаде на Модерне игре, компоненту за коју су сматрали да је изгубљена током Летњих олимпијских игара 1996. године . 

## Контроверзе у медијима
Иако су Параолимпијске игре емитоване за око 1,6 милијарди гледалаца у 49 земаља,  су изазвале одређене контроверзе када ниједна америчка телевизијска мрежа није остала да емитује догађај.  То је довело до тога да су неки гледаоци у САД морали да чекају скоро 2 месеца док се не емитује пренос, у поређењу са каналима уживо у неколико других земаља. 